# کیه‌باک
کیه‌باک (انگلیسی: Kiyebak) یک شهرک در شهرستان کالتاسینسکی استان باشقیرستان کشور روسیه است.